# Erosina
Erosina là một chi bướm đêm thuộc họ Geometridae.